# Selimus venustus
Selimus venustus är en spindelart som beskrevs av Peckham, Peckham 1901. Selimus venustus ingår i släktet Selimus och familjen hoppspindlar. Inga underarter finns listade i Catalogue of Life.